# Щепотьєв Федір Львович
Фе́дір Льво́вич Щепо́тьєв (19 липня 1906, слобода Алферівка, Новохоперський повіт, Воронезька губернія — 16 березня 2000) — видатний український ботанік-дендролог, фахівець з інтродукції, акліматизації та селекції деревних порід. Доктор біологічних наук, професор, член-кореспондент АН УРСР (з 1965), заслужений діяч науки України. Учасник Другої світової війни.

## Біографія
Народився 19 липня 1906 року в слободі Алферівка Новохоперського повіту Воронезької губернії в бідній родині регента церковного хору. Був сьомою дитиною в сім'ї. Рано залишився без батьків, дитинство провів у дитячих будинках Новохоперська та Одеси. Через епідемію скарлатини отримав лише п'ятикласну шкільну освіту. Згодом навчався на живописно-скульптурному факультеті Академії образотворчого мистецтва.
У 1926 році, після трьох років роботи в друкарні, вступив на робітничий факультет Воронезького державного університету. У 1928 році був зарахований до Воронезького сільськогосподарського інституту, який згодом було реорганізовано в лісотехнічний інститут. Закінчив його у 1933 році.

### Участь у Другій світовій війні
Під час Другої світової війни у 1942–1943 роках служив зв'язківцем-розвідником у 310-й стрілецькій дивізії Волховського фронту. Пізніше був курсантом Ленінградського артилерійського училища, командиром вогневого взводу, військовим перекладачем I та IV Українських фронтів. З 1954 року — військовий перекладач та помічник військового коменданта у військовій комендатурі округу Лейпциг. Нагороджений орденом Червоної Зірки та медаллю «За перемогу над Німеччиною».

## Наукова та педагогічна діяльність
З 1933 року наукова діяльність Федора Щепотьєва була пов'язана з Українським науково-дослідним інститутом лісового господарства та агролісомеліорації (УкрНДІЛГА) у Харкові, де він працював з перервами (1933–1941 та 1946–1965) понад 30 років. У 1953–1963 роках обіймав посаду заступника директора інституту.
У 1947 році захистив кандидатську дисертацію. Його дослідження були присвячені дендрології, дендрофізіології, інтродукції, акліматизації та селекції деревних порід. Особливу увагу приділяв селекції бруслини, осики та волоського горіха. Він виділив понад 60 стійких форм волоського горіха, за що був нагороджений медалями ВДНГ СРСР та УРСР.
З 1966 по 1987 рік завідував кафедрою ботаніки (згодом — ботаніки та екології) у Донецькому університеті, з 1988 року — професор цієї ж кафедри. Під його керівництвом науковий колектив кафедри проводив дослідження з експериментального мутагенезу деревних порід та розробляв тему біологічної естетики на промислових підприємствах Донбасу.
Федір Щепотьєв підготував 20 кандидатів та двох докторів наук. Його науковий доробок налічує понад 500 праць, серед яких 20 монографій. Навчальний посібник «Дендрологія» (1949) перевидавався тричі, зокрема в Румунії.

### Боротьба з лисенківщиною
У період панування лисенківщини в біологічній науці Федір Щепотьєв виступав проти антинаукових концепцій академіка Т. Д. Лисенка. У 1955 році він був одним із 300 вчених, які підписали «Лист трьохсот» на ім'я М. С. Хрущова з вимогою зняти Лисенка з посади президента ВАСГНІЛ. У 1963 році на Всесоюзній нараді він відкрито критикував запропонований Лисенком гніздовий метод посіву лісу. За внесок у збереження та розвиток генетики і селекції у 1990 році був нагороджений орденом Пошани.